# Mimodesisa
Mimodesisa – rodzaj chrząszczy z rodziny kózkowatych i podrodziny zgrzypikowych. 

## Zasięg występowania
Przedstawiciele tego rodzaju występują na Sumatrze oraz Jawie.

## Systematyka
Do Mimodesisa należą 3 gatunki:
- Mimodesisa affinis
- Mimodesisa albofasciculata
- Mimodesisa bimaculata